# رؤیا افشار
رؤیا افشاری‌نسب (زادهٔ ۱۳۳۹) بازیگر ایرانی است. افشار با شاید وقتی دیگر (۱۳۶۶) به سینما آمد و در چند فیلم و سریال به ایفای نقش پرداخت. وی اواخر دهه ۱۳۶۰ ممنوع‌الکار و ممنوع‌التصویر شد؛ ولی در دهه ۱۳۸۰ دوباره به عرصه فعالیت به سینما و تلویزیون بازگشت.
افشار برای بازی در مامان (۱۳۹۸) برندهٔ سیمرغ بلورین بهترین بازیگر نقش اول زن از سی و نهمین دوره جشنواره فیلم فجر شد. او برای بازی در مجموعهٔ آنتن (۱۴۰۱) برندهٔ جایزهٔ بهترین بازیگر زن کمدی از جشن حافظ شد. او با بازی در فیلم مامان، در چهاردهمین جشن بزرگ منتقدان و نویسندگان سینمایی ایران جزء کاندیدهای جایزه بهترین نقش اول زن بود.

## آثار

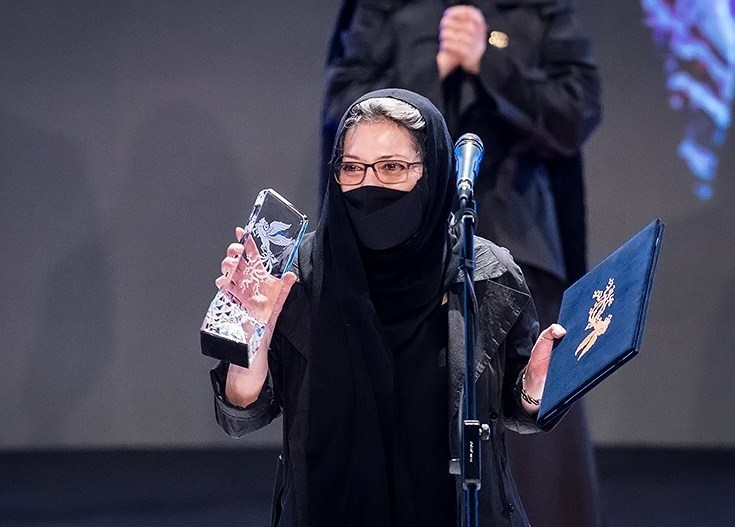
سیمرغ بلورین بهترین بازیگر نقش اصلی زن سی و نهمین جشنواره فیلم فجر

### فیلم
- شاید وقتی دیگر (۱۳۶۶)
- در انتظار شیطان (۱۳۶۶)
- تحفه‌ها (۱۳۶۶)
- تیک (۱۳۸۰؛ حضور افتخاری)
- معادله (۱۳۸۲)
- دایناسور (۱۳۸۶)
- خسته نباشید! (۱۳۹۱)
- عصر بارانی (۱۳۹۲)
- سه ماهی (۱۳۹۲)
- ایستگاه اتمسفر (۱۳۹۵)
- کاکا (۱۳۹۵)
- سرکوب (۱۳۹۷)
- دشمنان (۱۳۹۸)
- مامان (۱۳۹۹)
- اشک هور(۱۴۰۴)

### تلویزیون
- آقا مرتضی (۱۳۹۹)
- خانواده دکتر ماهان (۱۳۹۸)
- دست بالای دست (۱۳۹۱)
- بایرام (۱۳۸۵–۱۳۸۶)
- کمربندها را ببندیم (۱۳۸۳)
- آهوی ماه نهم (۱۳۸۳)
- سیب ترش (۱۳۸۰–۱۳۸۱)
- رفتار با کودک (۱۳۶۸)
- زندگی و جنگ[۷] (۱۳۶۷)
- راویان اخبار (۱۳۶۷–۱۳۶۵)
- در خانه (۱۳۶۷–۱۳۶۶)[۸]
- آئینه (۱۳۶۴)
- هر پنجره یک قصه
- اکنون خانه ما
- در خانه
- بهداشت روانی کودک
- آفتاب مهتاب
- کرم شب‌تاب

### تله تئاتر
- سفر
- سوء تفاهم
- قفس
- تا صبح

### تئاتر
- زمستان ۶۶ (بازیگر- ۱۳۹۰)[۹]
- بلوط تلخ (بازیگر - ۱۳۹۰)
- مکبث: جمشیر ملک پور
- مرگ خوارزمشاه: جواد خدادادیان
- ایستگاه سوم: محبی
- قصه درخت سیب: داود عبدالحسین زاده
- ف مثل فلسطین: رضا فیاض
- دیو باد: اسماعیل پور رضا
- نیمکت خوشبختی: فرهاد شریفی
- باله با انگشتان شکسته: فرهاد شریفی
- علامت تعجب: رؤیا افشار
- دیوار: فرهاد شریفی
- مه آلود مثل شب مثل یک روز: فرشاد منظومی نیا
- درخشش در ساعت مقرر: حمیدرضا نعیمی
- پوتین‌های عمو بابا: شهرام کرمی
- خروس می‌خواند (۱۳۹۵): شهرام کرمی (کارگردان)

### کارگردانی
- مثل هیچ‌کس (۱۳۹۱)[۱۰]
- نمایشنامه خوانی غریبه‌های همیشگی (۱۳۹۳)به نویسندگی شهرام کرمی[۱۱]

### فعالیت‌های گوناگون
- همکاری در ساخت دکور سینما تئاتر کوچک ۵۸–۱۳۵۵.
- مربی تئاتر در مدرسه تلویزیون ۶۹-تئاتر.
- تدریس تئاتر عروسکی در دانشگاه تهران.
- آموزش بازیگری در وزارت فرهنگ و ارشاد اسلامی ۱۳۷۶.
- بازی در تئاتر از ۱۳۵۸.
- فعالیت در تلویزیون از ۱۳۶۰.
- کارگردان تئاتر

### نمایش خانگی
- آنتن ۱۴۰۱